# 末日審判 (摔角)

末日審判官方標誌

末日審判（英語：Judgment Day），是世界摔角娛樂（WWE）每年一度的世界摔角娛樂付費收看節目（WWE Pay-Per-View）之一，通常於每年5月時舉行。此賽事於1998年創辦，但並非為固定的娛樂付費收看節目。1999年因為Owen Hart在Over the Edge賽事上意外死亡，末日審判決定以此賽事取代Over the Edge，成為每年一度的付費收看節目。

## 外部連結
- 末日審判官方網站 （页面存档备份，存于）